# Корабельник

Номинал на монете

Корабельник (корабленник) — русское название английской золотой монеты (нобля), имевшего большое распространение в средневековой Европе, в т. ч. и в русских землях.
Также под этим названием известна монета (медаль) Ивана III Васильевича, выпущенная при совместном правлении с сыном — Иваном Ивановичем. Опираясь на легенду монеты, содержащую оба этих имени, можно установить примерную дату её чеканки — между 1471 и 1490 годами.
Монета подобна английскому ноблю. На одной стороне изображен князь с мечом и щитом. На оборотной стороне крестообразный орнамент с четырьмя единорогами. Известен один экземпляр из золота. Возможно использовалась как награда.

## Золотой корабельник Ивана III Васильевича

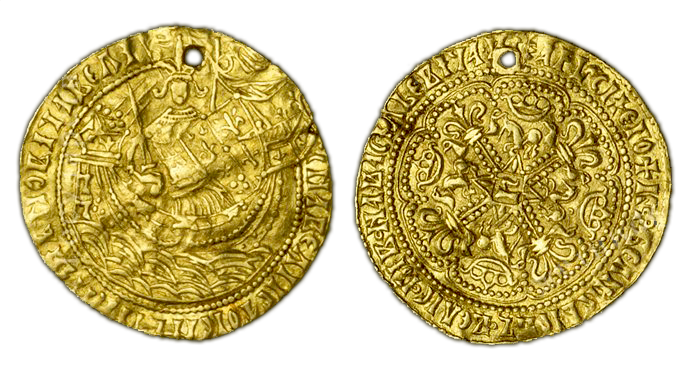
Золотой корабельник

Вес золотого корабельника около 7 граммов. В настоящее время золотой корабельник находится в Государственном Эрмитаже. В последней четверти прошлого века он был приобретён у коллекционера из Львова в обмен на серебряные рубли 18-19 веков. Коллекционер из Львова якобы приобрел его при распродаже радзивиловской коллекции, возможно в Польше. Также от этого коллекционера происходит и серебряный корабельник, упомянутый в литературе как «киевский», так как был предоставлен в 2000 году в киевский музей для экспертизы и, вероятнее всего, был продан киевскому коллекционеру. Дальнейшее его местонахождение неизвестно.